# Istopki (obwód homelski)
Istopki (biał. Істопкі; ros. Истопки, Istopki; hist.: pol. Stopki; biał. Сто́пкі, Stopki; ros. Стопки, Stopki) – wieś na Białorusi, w obwodzie homelskim, w rejonie oktiabrskim, w sielsowiecie Pratasy.

## Historia
W XIX i w początkach XX w. osada położona w Rosji, w guberni mińskiej, w powiecie bobrujskim. W 1890 własność włościan Władkowiczów. Po I wojnie światowej pod administracją polską, w Zarządzie Cywilnym Ziem Wschodnich, w okręgu mińskim, w powiecie bobrujskim. W wyniku postanowień traktatu ryskiego znalazły się w granicach Związku Sowieckiego. Od 1991 w niepodległej Białorusi.
W XIX w. miejscowość nazywała się Stopki. W okresie międzywojennym nosiła już obecną nazwę.